# Altroggenrahmede

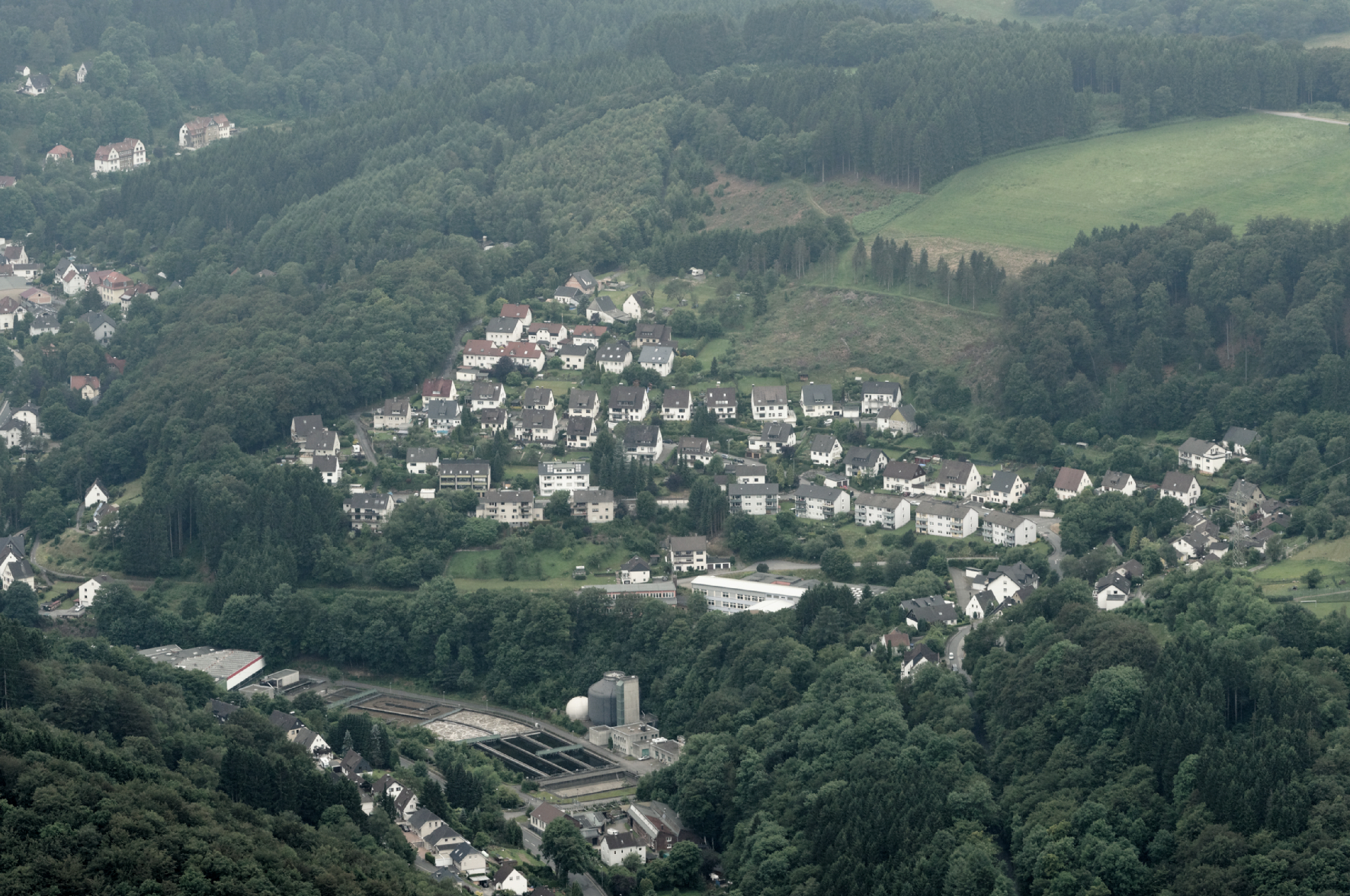
Luftaufnahme (2014)

Altroggenrahmede, im unteren Rahmedetal zwischen Lüdenscheid und Altena gelegen, gehörte bis zur Gebietsreform am 1. Januar 1969 zur Gemeinde Lüdenscheid-Land, Kreis Altena. Heute ist es ein Stadtteil von Altena und zählt zum Märkischen Kreis. Durch Altroggenrahmede führt die L 530.

## Geschichte
Altroggenrahmede ist entstanden aus dem Johans-Gut, bereits 1650 erwähnt und benannt nach seinem Besitzer Johan in der Rahmede, das gleichfalls Pachtgut von Elbrocke war. 1700 war es Erbgut eines Johann Dietrich Hessmer, der auch als Berechtigter in der Rosmarter Mark erschien. Von den Erben des Wirtes, Brauers und Fuselbrenners Levin Hessmer erwarb Heinrich Wilhelm Geck vor 1750 auch dieses Gut, auf dem auch ein Osemundhammer gebaut und betrieben wurde. 1885 gründete man die Kirchengemeinde am Ort. Die Gottesdienste fanden in den Schulen Oberrahmede, Mühlenrahmede und Rosmart statt. Dann erwarb man für 4300 Mark ein Grundstück am Stockey für Kirche, Pfarrhaus und Friedhof durch das preußische Kultusministerium. Grundsteinlegung war am 16. Mai 1889 und Einweihung der Friedrichskirche, die ihren Namen dem damaligen todkranken Kaiser Friedrich III. gewidmet hat, am 4. November 1890.
Bereits vier Jahre früher, im August 1886, hatte man mit dem Gleisbau einer Ein-Meter-Spur von Altena nach Lüdenscheid begonnen. Am 1. Oktober 1887 wurde die Kreis Altenaer Eisenbahn dem öffentlichen Verkehr übergeben und einen Tag später der Beginn des Eisenbahn-Zeitalters im Rahmedetal von der Bevölkerung stürmisch begrüßt und gefeiert. Als dann noch sieben Jahre später, von 1894 bis 1896, die Fuelbecker Talsperre gebaut und eingeweiht wurde, wuchs der Ort Altroggenrahmede über sich hinaus und wurde in den kommenden Jahren weitgehend autark. Es gab zwei Bäckereien, eine Metzgerei, eine Sparkassen-Filiale, Ärzte, Apotheke, Geschäfte für Lebensmittel, Metall- und Elektroartikel, Hüte und Damenoberbekleidung, die schon erwähnte Kirchengemeinde, ein eigenes Wasser- und Telefonnetz mit separater Vorwahl. Wie bei vielen Höfen und Ortschaften bildete sich auch hier der Name durch den früh ansässigen und auch heute noch im heimischen Raum verbreiteten Namen der Familien Altrogge.